# Dubicze Cerkiewne
Pour la gmina, voir Dubicze Cerkiewne (gmina).
Dubicze Cerkiewne est un village de Pologne, situé dans la gmina de Dubicze Cerkiewne, dans le powiat de Hajnówka, dans la voïvodie de Podlachie à l'est de la Pologne.